# Jacques van Santen Kolff
Jacob (Jacques) van Santen Kolff (Rotterdam, 19 april 1848 - Bad Honnef, 8 november 1896) was een Nederlands journalist, kunstcriticus en amateurschilder. Hij was een telg uit het patriciërsgeslacht Kolff.
Hij was zoon van koopman Cornelis Jacob van Santen Kolff en Elisabeth Netscher. Hoewel van goede komaf kon Van Santen Kolff vanwege een zwakke gezondheid niet studeren; hij was bestemd jurist te worden. Niettemin toonde hij altijd een grote belangstelling voor "de schone kunsten", in een brede zin des woords. Samen met onder andere Marcellus Emants vormde hij de redactie van tijdschrift "De Banier". Hij was een belangrijk promotor van de Haagse School, waarvan hij na een lovende publicatie in 1875 als de naamgever wordt beschouwd. Hij roemde de realistische weergave van de Hollandse werkelijkheid door de leden van de Haagse School.
Ook in de literatuur was Van Santen Kolff een pleitbezorger van het realisme' meer in het bijzonder van het Frans naturalisme en het werk van Émile Zola, met wie hij ook correspondentie voerde. 
Van Santen Kolff was verder een bekend muziekrecensent. Hij droeg in belangrijke mate bij aan de bekendmaking van Richard Wagner in Nederland. Hij was aanwezig bij de première van de Bayreuther Festspiele, waarover hij recenseerde in de Nieuwe Rotterdamsche Courant. Hij schreef bijdragen voor Het Vaderland, het muziektijdschrift Caecilia, Allgemenie Musikzeitung, Musikalische Wochenblatt, Bayreuter Blätter. Van zijn hand kwam ook Muzikale novellen uit bij uitgeverij Martinus Nijhoff.
Van Santen Kolff had diverse vrienden in de kringen rondom de Tachtigers en leverde ook bijdragen aan De Nieuwe Gids. Op latere leeftijd ging zijn gezondheid verder achteruit. In 1882 verhuisde hij met zijn vrouw Carolina Johanna Jacoba Beijnen (1859-1934) naar Duitsland, waar hij in 1896 op 48-jarige leeftijd kinderloos overleed.